# Bruinvleugeldiksnavelmees
De bruinvleugeldiksnavelmees (Suthora brunnea; synoniem: Sinosuthora brunnea, Paradoxornis brunneus) is een zangvogel uit de familie Paradoxornithidae (diksnavelmezen).

## Verspreiding en leefgebied
Deze soort telt twee ondersoorten:
- S. b. brunnea: van centraal en oostelijk Myanmar tot noordelijk en noordwestelijk Yunnan (zuidwestelijk China).
- S. b. styani: het Dali-gebied (het westelijke deel van Centraal-Yunnan in zuidwestelijk China).

## Status
De grootte van de populatie is niet gekwantificeerd maar de soort wordt omschreven als schaars tot vrij algemeen. Op de Rode lijst van de IUCN heeft deze soort de status niet bedreigd.